# Gressoney-Saint-Jean
Gressoney-Saint-Jean este o comună din regiunea Valle d'Aosta, Italia, cu o populație de 775 locuitori (1 ianuarie 2023) și o suprafață de 69,65 km².

## Demografie
Gressoney-Saint-Jean - evoluția demografică

|  | Graficele sunt indisponibile din cauza unor probleme tehnice. Mai multe informații se găsesc la Phabricator și la wiki-ul MediaWiki. |

Date: Recensăminte sau birourile de statistică - grafică realizată de Wikipedia